# Futuro e Libertà per l’Italia

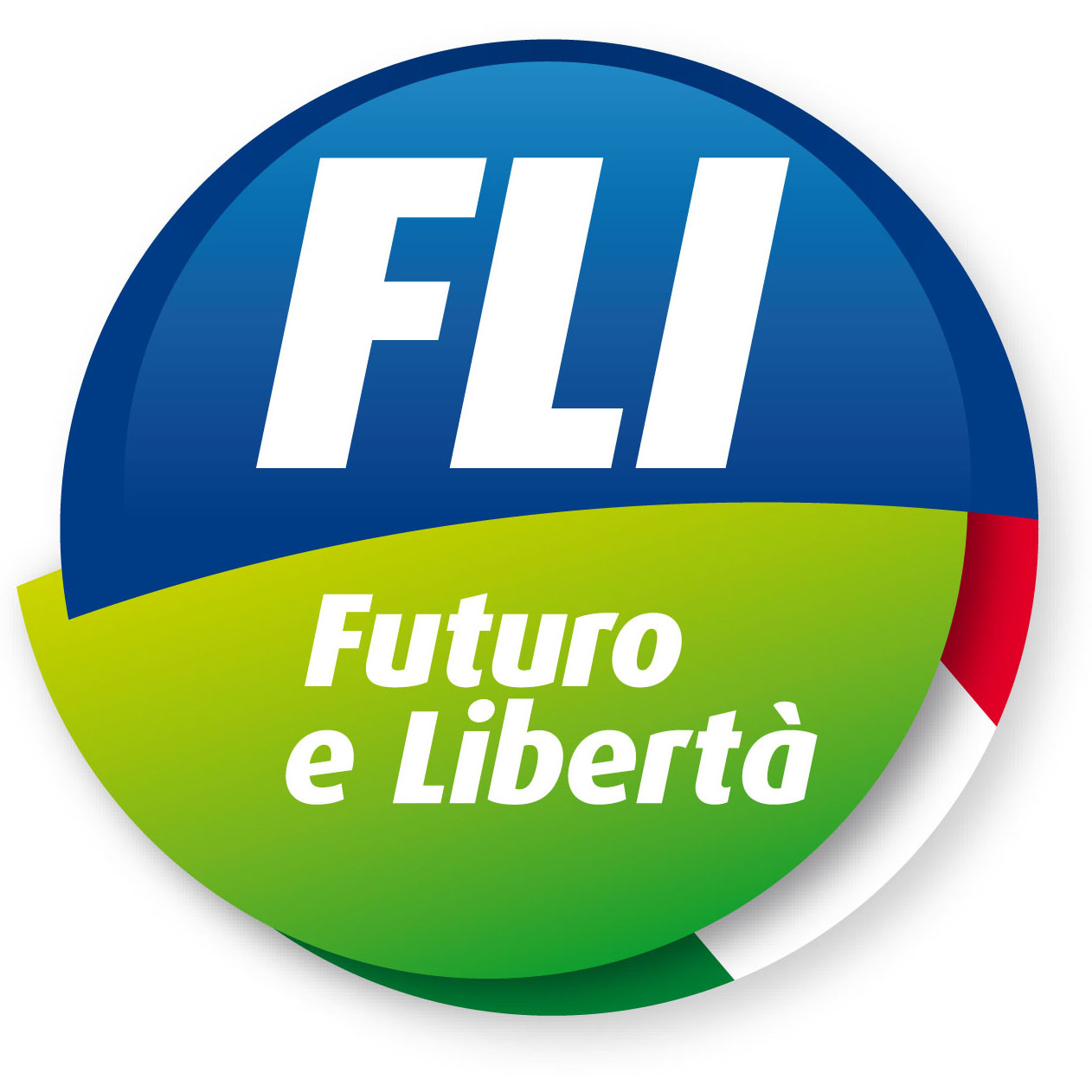
Logo der Partei

Futuro e Libertà per l’Italia (FLI, deutsch: Zukunft und Freiheit für Italien) war eine am 13. Februar 2011 gegründete italienische Partei, die aus einer seit dem 31. Juli 2010 existierenden Fraktion in der italienischen Abgeordnetenkammer und im italienischen Senat entstand. Sie war eine Abspaltung von der Mitte-rechts-Sammelpartei Il Popolo della Libertà. Ihr Vorsitzender war Gianfranco Fini, der damalige Präsident der Abgeordnetenkammer, der sich mit seinem einstigen Verbündeten Silvio Berlusconi zerstritten hatte. Die Partei wurde als liberal, liberalkonservativ und nationalkonservativ beschrieben. Ende 2013 oder Anfang 2014 löste sie sich faktisch auf.

## Geschichte

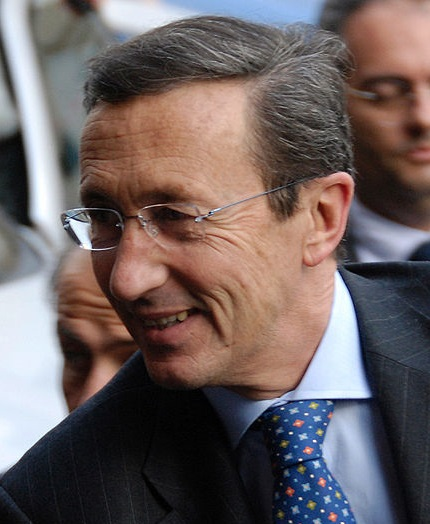
Gründer Gianfranco Fini

### Hintergrund
Die Partei Forza Italia von Silvio Berlusconi und die nationalkonservative Alleanza Nazionale unter dem Vorsitz von Gianfranco Fini waren 2008/09 zur Mitte-rechts-Sammelpartei Il Popolo della Libertà (PdL) fusioniert. Diese hatte die Parlamentswahl 2008 gewonnen und führte anschließend die Regierung (Kabinett Berlusconi IV). Gianfranco Fini war seither Präsident der Camera dei deputati (Unterhaus des italienischen Parlaments). Er galt als „Kronprinz“ Berlusconis, d. h. als potenzieller Nachfolger an der Spitze der PdL und der Mitte-rechts-Koalition. 

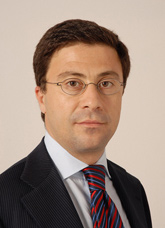
Italo Bocchino, Initiator von Generazione Italia und Fraktionsvorsitzender von FLI in der Camera

In der Folgezeit kam es jedoch zu Spannungen zwischen Fini und Berlusconi. So forderte Fini ein liberaleres Einbürgerungsrecht und kritisierte Berlusconis Partnerschaft mit der Lega Nord. Im April 2010 gründete eine Gruppe von Anhängern Finis (Finiani) um den Abgeordneten Italo Bocchino die Vereinigung Generazione Italia, die hauptsächlich aus süditalienischen Konservativen bestand. Am 29. Juli 2010 beschloss der Parteivorstand der PdL, dass eine Zusammenarbeit mit Fini nicht mehr möglich sei und forderte ihn zum Rücktritt auf. 

### Gründung der Fraktion (2010)
Daraufhin verließen am nächsten Tag die Finiani – 33 Abgeordnete und 10 Senatoren – die PdL-Fraktionen und gründeten in beiden Parlamentskammern jeweils eine neue Fraktion namens Futuro e Libertà. Per l’Italia. Den Fraktionsvorsitz in der Abgeordnetenkammer übernahm Italo Bocchino, im Senat Pasquale Viespoli. Der Vizeminister für wirtschaftliche Entwicklung Adolfo Urso wurde zum Koordinator, der Abgeordnete Silvano Moffa zum Sprecher von FLI bestimmt. Fini erklärte nach der Abspaltung zunächst, die Regierung nicht stürzen zu wollen. Die meisten Mitglieder wollten auch im Mitte-rechts-Lager bleiben und keine Allianz gegen Berlusconi mit der oppositionellen Partito Democratico eingehen. 
Am 15. November 2010 traten die vier Minister und Staatssekretäre, die der FLI nahestanden, aus der Berlusconi-Regierung zurück (u. a. Adolfo Urso und Europaminister Andrea Ronchi). Im Europäischen Parlament traten fünf ehemalige PdL-Abgeordnete der FLI bei (u. a. Cristiana Muscardini), sie blieben jedoch Mitglieder der Fraktion der Europäischen Volkspartei (Christdemokraten). Am 2. Dezember 2010 stellten die Fraktionen bzw. Gruppen der FLI, UdC, ApI, MpA und LD einen Misstrauensantrag gegen die Regierung Berlusconi, der jedoch am 14. Dezember in der Camera dei deputati knapp abgelehnt wurde (314 gegen 311 Stimmen). Auch drei FLI-Abgeordnete (u. a. Catia Polidori) stimmten gegen den Antrag, Silvano Moffa enthielt sich. Sie verließen anschließend die FLI-Fraktion wieder. 
Am 15. Dezember 2010 gründeten die FLI, die christdemokratische UdC Pier Ferdinando Casinis, die zentristische ApI Francesco Rutellis und das süditalienische MpA Raffaele Lombardos ein Bündnis, das sich als „Dritter Pol“ zwischen der regierenden Mitte-rechts-Koalition Berlusconis und dem oppositionellen Mitte-links-Block um die PD positionierte. Dieses Bündnis nahm im Januar 2011 den Namen Nuovo Polo per l’Italia („Neuer Pol für Italien“) an. 

### FLI als Partei (2011–14)

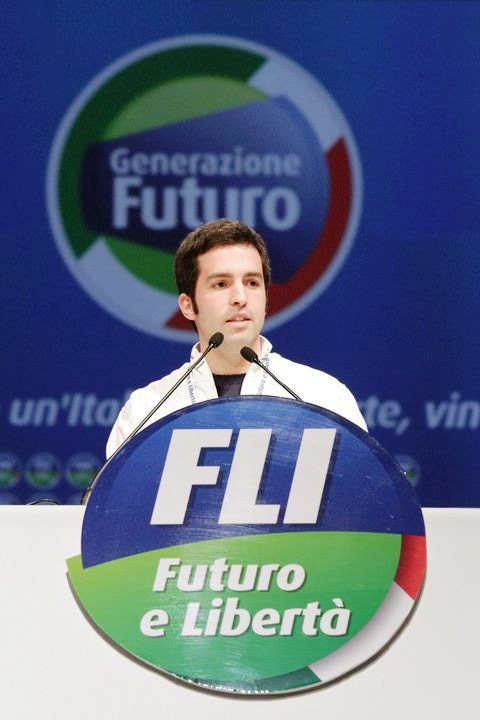
Gründungsversammlung der FLI, hier: Gianmario Marinello

Am 11. bis 13. Februar 2011 fand der Gründungsparteitag der FLI in Mailand statt, Andrea Ronchi leitete die Versammlung. Gianfranco Fini wurde zum Parteivorsitzenden, Italo Bocchino zu seinem Stellvertreter und Roberto Menia zum Koordinator gewählt. Giulia Bongiorno wurde zur Sprecherin der Partei ernannt. Im April 2011 bildeten Vertreter des „moderaten“ Flügels um Adolfo Urso, Andrea Ronchi und Antonio Buonfiglio die Vereinigung FareItalia. Im Juli 2011 verließen sie die FLI und wechselten in die „gemischte Gruppe“ fraktionsloser Abgeordneter. In der Folgezeit näherten sie sich wieder Berlusconis PdL an.
Für die Parlamentswahlen in Italien 2013 war FLI Teil des Bündnisses von Mario Monti, dessen marktwirtschaftlich orientierten Reformkurs die Partei mitgetragen hat. FLI erreichte dabei lediglich 0,5 % der Stimmen und stellte damit keine Abgeordneten mehr. Das schlechte Abschneiden führte zu internem Richtungsstreit, zum Rückzug von Parteichef Fini und zahlreichen Parteiaustritten. 
Die Partei orientierte sich nun zunehmend nach rechts und versuchte, die alte Alleanza Nazionale wiederzubeleben. Im November 2013 empfing der Interims-Parteichef Roberto Menia Vorsitzende ähnlich gesinnter Parteien, nämlich La Destra, Fiamma Tricolore, Io Sud, Nuova Alleanza, Nazione Sovrana und Il Popolo della Vita zur Gründung des Movimento per Alleanza Nazionale. Allerdings blieb dieses Projekt Makulatur, als sich La Destra von ihm abwandte und stattdessen wieder die Koalition mit Forza Italia suchte. Innerhalb des nationalkonservativen Spektrums gewann die neue Partei Fratelli d’Italia – Alleanza Nazionale die Oberhand (der sich auch der einstige FLI-Koordinator Adolfo Urso anschloss) und machte FLI bedeutungslos. Seit 2014 sind keine Aktivitäten der Partei mehr zu verzeichnen, auch wenn es keinen offiziellen Auflösungsbeschluss gab.

## Zusammensetzung und politische Herkunft der Mitglieder
Die Mitglieder der Fraktion wurden als Finiani bezeichnet; die meisten Mitglieder waren langjährige Gefolgsleute Finis. Viele waren auch schon Mitglieder der Alleanza Nazionale und deren Vorgängerpartei, dem neofaschistischen MSI. Zu dieser Gruppe gehörten die meisten der 36 Abgeordneten (z. B. Italo Bocchino, Fabio Granata, Carmelo Briguglio und Flavia Perina); sie bildeten einen Flügel. Innerhalb dessen gab es zwei Untergruppen: Die „Radikalen“ (angeführt von Italo Bocchino) wollten einen konsequenten Bruch mit Berlusconi und der PdL; die „Moderaten“ (u. a. Adolfo Urso, Andrea Ronchi) sahen sich weiterhin als Verbündete der PdL und des Mitte-rechts-Blocks. Letztere verließen die FLI im Sommer 2011 wieder.
Den zweiten, gesellschaftspolitisch liberalen, Flügel bildeten einige Ex-Sozialisten, also ehemalige Mitglieder der PSI, die für Berlusconis Forza Italia ins Parlament gewählt wurden sowie Ex-Radikale (Sozialliberale). Zu diesem Flügel gehörten die meisten der 10 Senatoren (u. a. Benedetto Della Vedova).

### Führung
- Vorsitzender in der Abgeordnetenkammer (bis 2013): Italo Bocchino
- Vorsitzender im Senat (bis 2013): Pasquale Viespoli[2]